# 筋肉番付シリーズ
筋肉番付シリーズ（きんにくばんづけシリーズ）は、TBS系列局で放送されていた『筋肉番付』（マッスルランキング / きんにくばんづけ）に端を発するTBS製作のスポーツバラエティ番組シリーズである。本項では、『筋肉番付』およびその流れを汲む後継番組『体育王国』（たいいくおうこく）と『黄金筋肉』（ゴールデンマッスル）について記す。
同系列局で季節ごとに放送されている関連特別番組『最強の男は誰だ!壮絶筋肉バトル!!スポーツマンNo.1決定戦』（さいきょうのおとこはだれだ!そうぜつきんにくバトル!!スポーツマンナンバーワンけっていせん）、『SASUKE』（サスケ）、『KUNOICHI』（クノイチ）については各記事を参照のこと。また、関連企画の『筋肉ミュージカル』についても詳細は単独記事を参照のこと。

## 筋肉番付
1995年7月8日（7月7日深夜）から2002年5月4日までテレビ山口以外の系列局で放送。当初はテレビ高知もネットしていなかったが、途中から放送するようになった（2001年ごろより）。放送開始から2か月間は金曜深夜（土曜未明）に放送の30分番組だったが、1995年秋の改編で土曜ゴールデンタイムへ移動し、同時に60分番組になった。タイトルロゴはバーベル型で、1996年あたりに表記を「筋肉番付」から「筋番付肉」に変更した。
番組には毎回プロのスポーツ選手や一般からの参加者たちが出場し、スポーツをもとにしたさまざまな競技で体力と技術の限界に挑戦していた。内容は1995年4月からの『最強の男は誰だ!壮絶筋肉バトル!!スポーツマンNo.1決定戦』がベースで、ターゲットの全破壊などに成功すれば賞金を得られるシステムを採用した。それからは、新聞などに掲載される番組表や番組のオープニングで「今日、パーフェクト達成者が出る!!」と予告しておき、視聴者が結果をあらかじめ知っている状態で放送するという挑戦的な番組作りを行っていた。
ケイン・コスギの少林寺修行、大森晃（おさる）のムエタイ挑戦、松岡修造のテニス塾などのドキュメントも放送された。各競技でプロ選手が体力・技術の凄さを見せたり、一般参加者が運を味方にしたり、番組内競技が玩具化・ゲーム化されたりするなどした。
7年近くにわたって放送の人気番組となったものの、番組収録中に発生した出演者の事故により、番組は安全対策のために2002年5月4日放送分をもって休止し、同時に同タイトルでの放送を終了した。休止期間中にはつなぎ番組として『CDTVゴールド』と『ザ!激闘!大家族!!』が放送されていた。
現在は、アメリカ合衆国のケーブル・ネットワークG4 TVにおいて "Unbeatable Banzuke" のタイトルで放送されている。司会は、神田瀧夢が「カトウ・ケイ」の名で務めている。アメリカでは日本での放送と異なり、「HAND WALK」や「SUPER RIDER」などの9エリア走破系競技のみを取り上げている。また、同局で "Ninja Warrior" と題して放送されている『SASUKE』と同様に、日本語音声のまま英語の字幕を付けて放送するという手法を採っている。

### 放送時間
いずれも日本標準時。
- 土曜1:15 - 1:45 （1995年7月8日 - 1995年9月16日）
- 土曜19:00 - 20:00 （1995年10月14日 - 1998年3月14日）：移動とともに放送枠が30分拡大。
- 土曜19:00 - 19:56 （1998年4月11日 - 2002年5月4日）：4分縮小。

### 出演者
- 古舘伊知郎（一部競技の実況も担当）
- 峰竜太
- 神田うの（1997年9月まで）
- 中山エミリ（1997年10月以降）

#### 実況
- 朝岡聡
- 田中雄介
- 古舘伊知郎
- 以下、TBSアナウンサー（五十音順に掲載）
  - 有馬隼人
  - 小笠原亘
  - 駒田健吾
  - 椎野茂
  - 志賀大士
  - 戸崎貴広
  - 新タ悦男
  - 初田啓介
  - 藤森祥平
  - 松下賢次
  - ほか

### オリジナルキャラクター
金剛くん（こんごうくん）
声 - 不明（リアルパターン）、松本梨香（コミカルパターン（アニメ版『金剛くんの大冒険!』））
元祖マスコットキャラクター。コミカルパターンとリアルパターンが存在する。リアルパターンのプロフィールは年齢不詳、身長200cm、体重119kg、握力は左右共に100kg。口調はゲーム版「ROAD TO SASUKE」では一人称は「ボク」で少年のような口調だが「GB3」では一人称は「俺」に変わっている。
PS版「Vol.2」「Vol.3」では「スプレーヒッター」でリアルパターンとコミカルパターンが別人扱いで2人同時に登場している（コミカルパターンの身長はリアルパターンの半分ほど（約100cm））。
1999年の放送分にはさらに6人のマスコットキャラクターが誕生し、金剛くんと共演した。
また同時に番組のタイトルロゴと違った番組のシンボルマークも作成した、番組の英語イニシャル「MR」を元に作った。しかし同じ年の秋に、マスコットキャラクターが金剛くんのみ残って、「MR」のシンボルマークもこの1年限りで消えた。ゲーム作品では毎回隠しキャラクターとして登場し、ゲーム中最強となっている。
『別冊コロコロコミック』と後に『月刊コロコロコミック』で連載されていた大内水軍の漫画『筋肉番付外伝・怪傑！金剛くん』では、主人公の金剛くんが『月刊』以降から敵組織の「マッスル協会」に狙われ、様々な刺客たちと筋肉番付の企画を模したハンデ背負いのアトラクション勝負に挑む内容となっている。金剛くん自体の設定は、「廻し」の絞め具合で本来以上の力を発揮するが、締めが緩いと体型が変化し本来の力が出なくなるようになっている。また服を着るのが苦手と本人が語っている。なお同作は番組打ち切り後の2002年7月号以降、タイトルから「筋肉番付外伝」が削除され、同年9月号をもって終了となった。
『金剛くんの大冒険!』ではコミカルパターンで描かれているが頭身が通常よりも高く、一人称は「俺」で語尾に「～ッス」を付けるが激昂すると口調は少し荒くなる。アクシデントでフンドシが取れてフルチンになったことがあり、股間は丸い枠に「筋」と書かれたモザイクで隠された。
ブラック金剛くん
PS版「ROAD TO SASUKE」でトレーニングモードに登場した金剛くんの亜種。使用メモリーカードに「Vol.1」のデータがあると使用可能。年齢不詳、身長200cm、体重119kg。肌の色は褐色。GB版にはコミカルパターンにした姿が登場し能力値は金剛くんよりも上。「GB3」では台詞があり、一人称は「私」で丁寧な口調。
「GB」での出現条件は「ストラックアウトタートル」のクリア。「GB3」での出現条件は金剛くんで「SASUKE」をクリア。なお「GB2」での出現条件は「ストラックアウトクロス」のパーフェクト達成だが、「ストラックアウトクロス」の出現条件は「マッスルモード総合2」の高得点クリアで「マッスルモード総合2」の出現条件はどの書籍にも載っておらず問題になっている。
ホワイト金剛くん
PS版「ROAD TO SASUKE」でトレーニングモードに登場した金剛くんの亜種。使用メモリーカードに「Vol.2」のデータがあると使用可能。ブラック金剛くんとは違い他のゲームには登場しない。肌の色は真っ白で赤いフンドシを着用。
ニセケイン
ケイン・コスギの偽者を名乗る。番組には登場せずゲーム作品のみの出演に留まっている。年齢不詳、身長181cm。体重77kg。「Vol.3」「マッスルウォーズ21」「GB3」に登場。「GB3」では唯一台詞が存在しており、ケインのことを「兄弟」と呼んでおり、古館から「ダークヒーロー」と呼ばれる。「GB2」のCMではケインとゲーム対決をしている。PS2版「マッスルウォーズ21」では待機中の場面で本物のケインと会話している描写がある（口論してるようにも見える）。
エキストラA
「GB」に登場。緑髪の壮年の男。パワー、スタミナが高くジャンプとスピードが低い。出現条件は「ストラックアウトVerII」をクリア。
エキストラB
「GB」に登場。青髪で白い鉢巻の少年。能力値は平均。出現条件は「キックターゲットVerII」のクリア。
エキストラC
「GB」に登場。金髪で細目の少年。ジャンプ、スピードが高くパワー、スタミナが低い。出現条件は「ブレインパニックVerII」のクリア。
コウくん
「GB2」に登場。名前の由来はナミちゃんと合わせてゲーム版の発売元の「コナミ」が由来している。緑のユニフォームを着た小学生の少年。オープニング、エンディング映像にもケイン、おさると共に登場していて「GB2」のメインキャラ的存在である。出現条件は「ストラックアウトVerII」のクリア。
ナミちゃん
「GB2」に登場。ピンクのユニフォームを着た小学生の少女。オープニング、エンディング映像にもケイン、おさると共に登場している。顔グラフィックは勝利の表情、焦りの表情以外はコウくんと同じ顔になっている。出現条件は「スーパーダイブ97EX」のクリア。
ミスター・ボンベ
「GB3」に登場。山田勝己がモデルの架空のキャラクター。肌の色が灰色でサングラスをかけている。涙脆い性格。34歳。身長184cm。体重75.3kg。出現条件は「ストラックアウトビンゴEX」のクリア。
アスリートスター
「GB3」に登場。山本進悟がモデルの架空のキャラクター。27歳。身長170.5cm。体重68.5kg。出現条件は「スプレーヒッタービンゴ」のクリア。
マッスルシーマン
「GB3」に登場。秋山和彦がモデルの架空のキャラクター。丸サングラスを着用。23歳。168cm。68.5kg。出現条件は「スーパーショットEX2」のクリア。
ミス・セイバー
「GB3」に登場。遊佐雅美がモデルの架空のキャラクター。女性選手。24歳。身長162cm。体重46kg。出現条件は「サービスエースEX」のクリア。
サスガチュースケ
「GB3」に登場。ネズミのコスプレをしている。一人称は「オイラ」で語尾に「でちゅ」を付ける。36歳。身長173.5cm。体重67.5kg。出現条件は「パワーフォース」のクリア。

### 競技とスポーツ
「ストラックアウト」「キックターゲット」など、賞金200万円の競技は「200万円ドリーム企画」としてひとくくりにされることが多い。体育王国、黄金筋肉（ゴールデンマッスル）でも登場した競技も記載する。

#### 的抜き（ストラックアウト）系
12個（原則）のボールを用いて9枚のパネル等を打ち抜いていく競技。持ち球が残りパネル枚数を下まわった時点でゲームオーバーとなる。
STRUCK OUT（ストラックアウト/野球・ソフトボール）
ホームベース上に置かれた3×3配置の9枚のパネルをマウンドから投球で打ち抜く競技。
この競技は元々第一回の『プロスポーツマンNo.1決定戦』の中のエキシビジョンとして実験的に行われた特別種目が起源となっている。この競技のルールは、各パネルの周りのフレームに全く触れる事なくパネルを1枚でも射抜ければ成功というものだった。この競技には当時巨人軍投手の宮本和知が挑戦し、数十球を投じた後パネルを射抜くことに成功している。
当初は各パネルの周りにフレームがあり、1球で2枚のパネルを抜くことが不可能だったが、2代目は縦のフレームが無くなって横の2枚抜きが可能に、3代目は外側を囲む枠と真ん中の5番を囲む枠の配置となって、縦もしくは横の2枚抜きが可能になった。また、5番の周辺からフレームを廃し、代わりに4枚抜き防止フレームを5番の角に設けた全ての的を2枚抜き可能とした4代目も存在する。この中では3代目のレイアウトが最も長く使われ、ストラックアウトシリーズの中でも一番メジャーな存在となった。
2×2配置の4枚のパネルの外側に亀の頭と手足に見立てた5枚のパネルを配置したストラックアウト・タートル、パネルが十字型に配置されたストラックアウト・クロスもある。
パネルの枚数が9枚から大きく増え、縦・横・斜めの列を完成する度に賞金がもらえるストラックアウト・ビンゴも登場し、4枚抜きが可能である。4枚抜きを廃止し、代わりにパネルの数を減らしたストラックアウト・ビンゴ2,3もある。ビンゴバージョンは、決められた球数で、規定の枚数を射抜いていく方式。残りの球数で、残り規定の枚数を打ち抜けない状況になると、競技終了となる。
3代目の配置をベースとしつつも、5番のフレームを四角から円形に変更し、難しさを増したストラックアウト2001は、パーフェクトをすると賞金150万円。さらに任意で「アルティメットチャレンジ」に挑戦でき、挑戦する者は、金剛くんがかまえるキャッチャーミットを、2球以内で射抜けば、賞金は300万円に倍増。2球とも外すと、賞金は75万円に半減。
プロ野球においてストライクゾーンが変更になり、ストラックアウトも、それに伴って変更になった。ストラックアウト2002。1番 - 8番は2枚抜き可能になっており、偶数番の的は少し外側に伸びている。9番のパネルは、円形のフレームに囲まれている。4代目と同様に4枚抜き防止のフレームが5番の角に付いているが、ボールの形をしていてサイズが一回り大きくなっており、2枚抜き自体も少し難しくなっている。村田兆治が1人目の挑戦者であり、なおかつパーフェクトも成し遂げている。
体育王国時代は、200万円コースと300万円コースの2種類があり、200万円コースは、筋肉番付時代の3代目のレイアウトと同じ。300万円コースも2枚抜きが可能であるが、1番 - 4番の的が縦に細い四角形となって一番上の列に並ぶ配置となっている。また、中心の体育王国のロゴは当たっても何も起こらず、失敗扱いされる。パネルの色には緑地と白地の2種類が存在していた。
黄金筋肉時代は、ストラックアウト2001と同じレイアウトで、5番を抜くとオリジナルフィギュアがもらえる。また、唯一の3人1組のチーム制で、3人の合計が15枚以上24枚未満で、ボーナスチャレンジに挑戦できる。挑戦しなくても構わない。レイアウトは、当初は1 - 5番のパネルが虫食い状態で設置されている。投げる場所は、2塁から投げる。当たった番号の数だけ、賞金が倍になる。失敗すると、賞金は10分の1になる。後に、レイアウトは変わらないが、3番、4番、5番の3種類のみになった。
2012年12月8日放送の「炎の体育会TV」でストラックアウト2012として復活した。レイアウトは3代目のものとほぼ変わりないが、賞金100万円に減額されている。またパーフェクトに達しなくても競技終了までにダブルビンゴ達成すれば、賞金10万円。
KICK TARGET（キックターゲット/サッカー）
サッカーゴールに配置された9枚のパネルをペナルティキックの要領で打ち抜く競技。
初期は的の大きさは全て同じで、上段と中段の長四角が4枚ずつ、下段真ん中に1枚という配置で、2枚抜きは不可。下段の9番のパネルの難易度が高い。9番のパネルが独立した配置は以降のバリエーションにおいても全て共通している。
パネルの配置・形状が変更され、両端のみ2枚抜きが可能になったキックターゲット2、高校生大会でも使用されたキックターゲット3、ビンゴバージョンのキックターゲットビンゴ、アルティメットチャレンジが入ったキックターゲット2001、ワールドカップを記念して作られた、w型のレイアウトのキックターゲット2002がある。
体育王国時代は、1番 - 4番と6番と7番は横に長い長四角。5番と8番は縦に若干長い長四角。9番は円形。1番と2番、3番と4番は2枚抜き可能。
黄金筋肉時代は、筋肉番付時代の初代と同様のレイアウトであるが、9番の的のみパネルと数字のカラーリングが反転している。ストラックアウト同様、3人1組のチーム制。3人1組の合計が15枚以上24枚未満で、ボーナスチャレンジに挑戦できるが、挑戦しなくても構わない。レイアウトは、左隅と右隅に2番のパネル、1番下に3番のパネルがある。当たったパネルの番号の数だけ、賞金が倍になる。失敗すると、賞金は10分の1になる。
2013年1月1日放送の『炎の体育会TV2013!超豪華アスリート参戦3時間スペシャル』でキックターゲット2013として復活した。ただし、賞金は100万円に減額されている。
9 HOOPS（ナインフープス/バスケットボール）
9個のバスケットゴールにフリースローの要領でボールを入れていく競技。ゴールのネットは絞って結ばれており、ボールが落ちる事は無い。賞金200万円。バスケットゴールの配置は3×3、奥の上段の3列は本来のゴールの高さより高め、中段の3列は本来のゴールの高さ、手前の下段の3列は本来のゴールの高さより低めに設定されており、中段真ん中の5番が本来のゴールの位置となっている。
9つのゴールの内、4つのゴールが電動で上下、もしくは左右に移動する9 HOOPS 2、奥のゴールが前のゴールを半分覆い隠すようなトリッキーな配置になっている9 HOOPS Hide、左側のゴールにボールを入れるとシーソーの要領で右側のゴールが上昇するカプリシャス9 HOOPSなどのバリエーションが存在する。なお、カプリシャス9 HOOPSは、体育王国時代は登場しなかったが、黄金筋肉時代に再登場した。共通して真ん中の5番が本来のゴールの高さと位置となっている。
本シリーズ終了後は一切行われていなかったが、2021年9月20日放送のバラエティ番組『霜降りミキXITゴールデンSP』の1コーナーでナインフープスとして復活。ゴール配置は初代とほぼ同じで賞金は100万円。宮澤夕貴が完全制覇を達成した。また2024年12月31日放送のスポーツバラエティ特番『大晦日オールスター体育祭』の1コーナーで「9 HOOPS」として復活。ゴール配置は「9 HOOPS 2」とほぼ同じで4つのゴールが電動で上下左右に移動するものだった。ただ賞金は設定されておらず完全制覇者もいなかった。
SERVICE ACE（サービスエース/テニス）
相手コートに配置された9個のパネルをサービスで打ち抜く競技。的は全て円形。2枚抜き不可。賞金200万円。完全制覇者は2人。初代は、的と的の間隔が広すぎたため、2代目は間隔を狭くし、難易度を下げた。後に、長四角のパネルが登場したサービスエース2が登場した。『体育王国』時代にはこの競技は登場しなかったが、『黄金筋肉』時代に『筋肉番付』時代2代目のバージョンで1度だけ登場した。筋肉番付シリーズ終了後には一切行われなかったが、2012年11月10日放送の『炎の体育会TV』でサービスエース2012として復活した。ただし、賞金は100万円に減額されている。
NIPPON チャチャチャ（ニッポンチャチャチャ/バレーボール）
相手コートに配置された9個のパネルをサーブで射抜く競技。的は全て円形。2枚抜き不可。賞金200万円。完全制覇者が出ずに終了。そもそもバレーボールのサーブは、ピンポイントを狙って打つ訳ではないため、難易度は高かった。
当初はパネルの大きさが小さかったため、後にパネルの大きさが一回り大きくなった。
PUNCH OUT（パンチアウト/ボウリング）
9つのレーンに設定されたピン配置をボールコントロールにより一発で全て倒していく競技。賞金200万円。
第8レーンに至っては成功確率がかなり低く「魔の第8レーン」と言われた。また、シリーズ第2弾以降は第9レーンがシークレット扱いとなり、それまでの8レーンをすべてクリアしないとピン配置が公開されない、という要素が追加された。筋肉番付時代は、3種類のバージョンがあった。
体育王国時代は、2人1組で挑戦するパートナー de PUNCH OUTが登場した。筋肉番付時代に登場したレイアウトもいくつかあった。
黄金筋肉時代は、PUNCH OUT GOLDが登場した。こちらも筋肉番付時代に登場したレイアウトもあった。また、ボーナスチャレンジは、ストライクを1回成功すると100万円に倍増し、2回連続で成功すると、さらに200万円に倍増した。ただし失敗すると、その時点で獲得した賞金が半額に。
BIG ARCH（ビッグアーチ/野球）
ホームベース手前から助走をつけ、中堅手の守備位置に設置された3×3、9枚のパネルを打ち抜く競技。賞金はビンゴ方式で、9枚すべて打ち抜くと賞金200万円。
LONG SHOOT（ロングシュート/サッカー）
35m先の3×3、9枚のパネルをロングシュートして射抜ける競技。賞金はビンゴ方式で、9枚すべて射抜くと賞金200万円。
SUPER TOUCHDOWN（スーパータッチダウン/アメリカンフットボール）
3×3、9枚のパネルにフットボールをスローイングして的を射抜く競技。賞金はビンゴ方式で、9枚すべて射抜くと賞金200万円。
「スペシャル限定ドリーム企画」の触れ込みで登場したが、1回で終了。
SUPER DIVE '97（スーパーダイブ97/飛込競技）
プールの水面に浮かぶ9個の的に向かって、高さ10mの飛び込み台から的めがけて飛び込む競技。賞金200万円。
タイトルのとおり1997年に初登場した競技であるが年内に成功者が現れなかった為、1998年以降もタイトルは「SUPER DIVE '97」のままだった。体の全体が的を通過しないと成功とならないため、助走の速度や位置のコントロールが重要となる。
アタックチャチャチャ（バレーボール）
2人1組で行う競技。相手コートに配置された9個のパネルをアタックで射抜く競技。的は全て円形。2枚抜き不可。賞金200万円。
流れとしては、サーブマシンから放たれるボールを「レシーブ→相方がトス→レシーバーがアタック」で的を射抜いてゆく。
『体育王国』時代には登場しなかったが、『黄金筋肉』時代にアタックマッスルという名で再登場した。その後、2015年7月25日放送の『炎の体育会TV』でバレーストラックアウトと改題した上で復活した。ただし、賞金は100万円に減額されている。
UFO（ユーフォー/フライングディスク）
8等分された円形ボードと中央の「金剛くん」の的、計9枚をフライングディスクで打ち抜く競技。賞金200万円。完全制覇者は1人。
周囲の円形ボードは2枚抜きがしやすいため素人でも7枚という記録が出る一方で、中央の「金剛くん」の的はディスクがやっと通る幅しかなく高度なコントロール技術が必要で、なおかつディスクが「金剛くん」の的を貫通してクリアと認められるため、ほとんどの挑戦者が「金剛くん」の的を射抜けずに終わっていた。そのため、実力者でも「8枚の壁」に屈することは珍しくなかった。
BALLOON SHOOTER（バルーンシューター/ゴルフ）
コース上に浮かぶ9個の巨大風船をティーショットで割る競技。うまくやれば1球で風船を2個割ることが可能である。賞金200万円。
『体育王国』時代には、バルーンごとに距離が違っていた。
『黄金筋肉』時代には、右側・左側の列のバルーンとの距離が30ヤード、真ん中の列のバルーンが50ヤードというレイアウトになった。また、2番の上にある黄金筋肉のロゴのバルーンに命中すると、持ち球が1球増える。
SPRAY HITTER（スプレーヒッター/野球）
内野に設置された9枚のパネルを、トスバッティングで打ちぬく競技。全バージョンに共通して、二枚抜きは横列のみ可。
当初の配置は4列のピラミッド型であったが、後に3×3に変更され、縦・横・斜めの列を完成する度に賞金がもらえるスプレーヒッター・ビンゴとなった。また、「金剛くん」のパネルを打ちぬくと持ち球が1球増えるボーナスルールが存在する。「金剛くん」は、ピラミッド型のバージョンは3列目の真ん中にあり、他のパネルより一回り程小さい四角形。ビンゴバージョンは、てっぺんにあり、円形。共にパーフェクト達成で賞金は200万円。
体育王国時代前期には、1番 - 4番の全てを抜くと賞金20万円。5番 - 7番の全てを抜くと10万円。8番、9番の2つを抜くと5万円がもらえた。筋肉番付時代の金剛くんに代わり、体育王国のロゴを抜くと、持ち球が1球増える。2番と3番の間にあり、円形。パーフェクト達成で200万円。
体育王国時代後期と黄金筋肉時代にはスプレーヒッタービンゴが再登場したが、レイアウトの変更によって4×4の16枚になっており、体育王国のロゴは廃止された。パーフェクト達成で200万円。
HUSTLER（ハスラー/ポケットビリヤード）
9つのテーブルに設定された球配置を1ショットでクリアする競技。賞金120万円。筋肉番付時代は、2種類のバージョンがあった。
体育王国時代は、SUPER HUSTLERとして登場した。黄金筋肉時代では登場しなかった。
魚釣り九兵衛
くじ引きで番号ごとに魚の名前が入り、その魚を釣り上げればその番号を射抜いたことになる。賞金はビンゴ方式である。

#### 9エリア走破系
コース上に置かれた9つの障害物をクリアしてゴールにたどり着く競技。後述のSASUKEもこの系統といえる。
HAND WALK（ハンドウォーク）
逆立ちで9エリアを走破する競技。足をついたり、コースの外に落ちた時点で失格となる。賞金30 - 50万円。
特番で3コース＋αを走破させる「HAND WALK TOWER」という企画が行われ、SASUKEと類する部分も多い。
Like a Pierrot（ライク・ア・ピエロ）
一輪車で9エリアを走破する競技。足をついたり、コースの外に落ちた時点で失格となる。賞金20 - 30万円。
SUPER RIDER（スーパーライダー）
自転車による9エリアを走破するバイクトライアル競技。足をついたり、コースの外に落ちた時点で失格となる。賞金10万円。筋肉番付時代では、5種類のバージョンがあった。体育王国時代にも登場したが、完全制覇は出なかった。黄金筋肉時代にも登場し、こちらは完全制覇は出た。
BAMBOO DERBY（バンブーダービー）
竹馬で9エリアを走破する競技。足をついたり、コースの外に落ちた時点で失格。賞金20万円。
おっとっと9
指先に棒を立てた状態で9エリアを走破する競技。棒を落としたり、棒がセットに接触すると棒につけられた火薬が爆発して失格となる。賞金150万円。完全制覇者は1人。『ウッチャンナンチャンの炎のチャレンジャー これができたら100万円!!』（テレビ朝日）の「イライラ棒」を模倣した企画の一つ。
後期に「A Craftman（ア・クラフツマン）」というタイトルで同じコンセプトの競技が登場したが1回で終了。
カンガルー
ホッピングで9エリアを走破する競技。足をついたり、コースの外に落ちた時点で失格となる。賞金30万円。
SKEBOARDER（スケボーダー）
スケートボードで9エリアを走破する競技。足をついたり、コースの外に落ちた時点で失格となる。賞金30万円。
GAME MAKER（ゲームメーカー）
9つの障害が置かれたコースをリフティングしながら進んでいく競技。ボールを落としたり、コースの外に落ちた時点で失格となる。賞金200万円。
2人1組で行う競技。選手は1エリアクリアするごとに相手にボールをパスする。
ねこ de Drive
一人が猫車に乗り、もう一人が操縦して9エリアを走破する競技。猫車に乗った選手が落ちたり、猫車ごとコースの外に落ちた時点で失格となる。賞品・ハワイペア旅行。なお、このゲームはスタッフ受けが悪く、初回放送で古館が「つまらなかったら止めます」と宣言したが、峰と中山はこのゲームを大絶賛。これがきっかけでレギュラー化となった。
スーパーヘリコ
ラジコンヘリコプターを操縦して9エリアを走破する競技。賞金90万円。
SASUKE Jr.
小学生限定のSASUKE。規定のところまでクリアすると番組特製カード、完全制覇でマウンテンバイクがもらえる。完全制覇者は2人。体育王国時代にも登場し、初登場した回を除いては、全て完全制覇が出ている。体育王国時代には、途中で計算エリアとパートナーが存在し、計算エリアで不正解だったり、時間切れでパートナーが水に落とされる。完全制覇で家族揃っての2泊3日沖縄旅行がもらえる。
筋肉番付時代の構成
レギュラーステージ
第1チェックポイント(制限時間45秒）
クリアすると「SASUKEジュニアカード」を獲得。
1.スロープジャンプ：傾斜角25度の下り坂を駆け下り、浮島へと飛び移る。
2.壁のぼり：高さ1.2mの丸太が組まれた壁を乗り越える。
3.クロスタンク：円柱上から吊るされたロープに掴まり、勢いをつけ円柱に沿って対岸まで渡る。
4.中抜け橋：長さ2.7mの左右に揺れる橋を渡る。橋の中央部には穴が空いており、その穴を避けて進まなければならない。
5.パワーローリング：途中3ヶ所の突起がついた上り坂を、重さ80kgの巨大な丸太を転がしながら進む。
第2チェックポイント(制限時間55秒＋第1チェックポイントの残り時間）
クリアすると「SASUKEジュニア シルバーカード」を獲得。
6.分銅ポールブリッジ：高さ1.8mの揺れ動く9本の円柱の上を、途中4つの上下する分銅を避けながら進んで行く。
7.スラントラン：傾斜角45度の坂を駆け抜け、対岸へと渡る。
8.サークルクライミング：壁に接着している大きさの異なる突起3cmのサークルに手足を掛け横へ進む。サークルは赤・青・黄の3色構成となっており、それぞれ赤(小)・青(中)・黄(大)となっている。
9.円柱のぼり：上り傾斜がついた直径30cmの円柱にまたがり進んで行く。
10.縦うんてい：パイプにぶら下がり進んで行く。距離は5m。
第3チェックポイント(制限時間なし)
11.かっとびブランコ：空中ブランコの要領で滑空し、幅1m×2mの浮島に飛び移る。なお1振りで着地しなければならない。高低差3.5m。
ファイナルステージ(制限時間30秒）
10m棒上り：ゴール下のマットに尻を付けた状態でスタートし、30秒以内に高さ10m地点に設置されたゴールボタンを押すことが出来れば完全制覇。
SASUKE シニア
50歳以上限定のSASUKE。賞品・ハワイペア旅行。体育王国時代にも登場した。体育王国時代には、途中で計算エリアが存在し、計算エリアで不正解だった場合、自らが水に落とされる。
くの一
女性限定種目。家事をテーマにした障害物9エリアを走破する。
後に女性限定として行われるKUNOICHIとの関連性は無い。米国版では「Strong Mama」となっている。
NAKAMA
挑戦者2人がゴムロープで結ばれた状態で9エリアを走破する。

#### その他の競技
だるま
番組オリジナルの巨大だるま落としを使い、本体を倒さずコマを1段ずつ叩き飛ばす競技。
挑戦者はプレイヤーとナビゲーターの2人1組で参加し、打つ位置を決め、ナビゲーターの「セット!」の合図に合わせてプレイヤーがハンマーを振り下ろし、直径70cmの木製のコマを1段ずつ叩き飛ばす。1回だけコマを軽く叩いてずらす事が出来る。これを繰り返し、最後まで上部の金剛くんコマを競技ステージから落とさなければ成功となる。金剛くんコマを落とす、本体を倒す、1つのコマを2回叩いても叩き飛ばせない場合は失格となる。ハンマーは500g刻みで重さの異なるものが3種類用意されている。
開始当初のコマは6段構成だったが、その後コマが1段増え、タイトルもだるま7に変わった。また、賞金も開始当初は10万円だったが、その後30万円を経て50万円にまでアップした。完全制覇チームは10組以上。
当初はスタジオ収録の競技だったが、中期では「だるま7 地方巡業」と銘打って全国各地で収録が行われた。これと同時期に、スタジオ収録用の競技として全体の形が逆三角形になっている、だるま7 A（エース）が登場した。賞金30万円。完全制覇チームは2組。
また、番組内で登場予定の種目として9段構成のだるま9が告知されたことがあったが、この競技は登場することはなかった。
体育王国時代では登場しなかったが、黄金筋肉時代にだるま7 rainbowが登場した。これは、筋肉番付時代に登場しただるま7と同じで、コマに虹を模した色がついたもの。
スパイダーウォーク
壁に両手両足を突っ張って進む。途中で壁の間隔が大きくなったり、クランクカーブや上り坂になっている所もある。全長24m。後にSASUKEの2ndSTAGEにも形は違うがこの競技が登場した。
BANZAI90
6人1組で挑戦。1人の選手を残りの挑戦者で胴上げをして、高さの異なる赤・青・黄・緑の4つのバーに抱きつかせる競技。1人抱きつかせる度に胴上げをする人数が少なくなる、時間が掛かり過ぎるとバーにしがみ付いた挑戦者が落ちるなど、体力が必要となる。制限時間は90秒。賞金30万円。
2000年には、バーに動きなどが取り入れられた新バージョンが登場した。
シーソー60
巨大なシーソーの両側に乗った挑戦者が、シーソーの端を地面に接触させることなく重さ10kgの樽を移動させる競技。2人1組で挑戦。制限時間は60秒。賞金10万円。
アスレチックラブ
不安定なつり橋の両側に挑戦者が立ち、バランスをとりながら2人とも中央の台までたどり着ければ完全制覇となる。制限時間は60秒。挑戦者は男女ペア限定。賞品はハワイペア旅行。
初回の収録で完全制覇チームが3組も出てしまったため、1回で終了。なお「ねこ de DRIVE」はこの「アスレチックラブ」の2作目にあたる。
超けん玉
番組オリジナルの巨大けん玉を使い、通常のけん玉と同様に玉を乗せる競技。制限時間は60秒。賞金は成功させた場所によって異なり、大皿・小皿・剣先にそれぞれ3万円・10万円・30万円が設定されている。また、制限時間以内に全て成功させると賞金は100万円となる。1回で終了。
スポンジブリッジ
ドミノ状に並ぶ発泡スチロールの板の上を渡り、ゴールを目指す競技。制限時間はなし。賞金10万円。第1エリア（緑）は板の面が平行で平坦な道のり、第2エリア（黄色）は板の面が蒲鉾状で道のりは上り坂、第3エリア（赤）は板の面は平行だが5枚程渡るごとに上り段差があり、さらにゴール直前の板の下にスポンジを敷いており、ここでバランスを崩す挑戦者が多かった。完全制覇者は2人。「1」の完全制覇に伴い、曲線的な移動を取り入れた「スポンジブリッジ2」が登場した。こちらは完全制覇者が出ずに終了。
全体的に『痛快なりゆき番組 風雲!たけし城』の「まさかのドミノ」に近い競技である。また、競技自体は『KUNOICHI』で引き続き「倒連板」として行われている。
ブレインパニック
制限時間内に数字を記憶する競技。賞金20万円。ステージは「第1ステージ－3秒で9桁を記憶」「第2ステージ－5秒で12桁を記憶」「第3ステージ－7秒で15桁を記憶」の3ステージ構成で、記憶タイム終了後にフリップに数字を書き込む。体育王国時代でも、同じルールで1回のみ登場している。黄金筋肉時代では登場していない。
筋肉番付唯一の頭脳系競技であり、毎回芸能人がゲスト参加するなど他の競技とは一線を画している。
どこでも PUMP UP
一般の人にどれだけ懸垂ができるか挑戦してもらう企画。賞金なし。Take2の進行によるロケ企画である。
BODY CLOCK
体内時計で時間を正確に計る競技。失敗すると水の中へ落とされる。全5ステージクリアで最高賞金100万円。体育王国時代でも1回だけ登場している。第1ステージは10秒・第2ステージは15秒・第3ステージは20秒・第4ステージは25秒・ファイナルステージは30秒計る。許される誤差は第1〜3ステージは±0.3秒以内、第4ステージは±0.2秒以内、ファイナルステージは±0.1秒以内である。成功した場合は時計の表示が緑色・失敗した場合は赤色で表示される。
SNOW-X（スノーボード）
スノーボードで3エリアを走破する競技。従来の9エリアトライアルとは異なり、1つのエリアをクリアするごとに休憩が入る。賞金20万円。
日本縦断マラソン
個人戦
北海道の宗谷岬からスタートし、2ヶ月かけて沖縄のゴール地点をマラソンで目指す競技。1日ごとにノルマが設定され、規定時刻までにゴールできないと失格となる。
選手はランナーと伴走の2人1組で参加。賞金200万円。8組が参加しそのうち3組が沖縄のゴールに到着、完全制覇を達成した。
ゴールの日では地元RBCラジオのラジオカーで選手を追いかけ、実況中継した。
家族戦（1998年に実施）
個人戦と同様にルールだが、参加家族から日によって1人 - 2人が規定。
最終ゴール地点までたどり着けば、番組スポンサーのトヨタ自動車からアルファードが贈られる。2組が完全制覇、アルファードを手にした。
エスケープ
2000年夏に5回放送された企画。賞金は50万円だが、キャリーオーバー制で最高250万円まで増えた。
「監獄からの脱出」をテーマに毎回100人が参加、時にチームを組みながら最終決戦の金剛（プロスポーツ選手）との直接対決にたどり着き、勝利すれば賞金獲得。
ESCAPE 1 〜SURVIVAL MOUNTAIN〜（サバイバルマウンテン）
門が開くと同時に一斉にゴールを目指す。複数用意された橋を渡り、急坂を登りきればクリア。急坂の下には泥が設置されており、時間とともにのぼりづらくなる。100人中先着60人がESCAPE 2進出。水に落ちたり、先着に入れなかった人は脱落。
ESCAPE 2 〜FRONT LINE〜（フロントライン）
ESCAPE 1クリア時に取った旗の色で30人ずつ2チームに分かれる対抗戦。2チームがブロックをはさみ向い合わせでスタンバイし、合図とともにブロックを押して相手チームを押し出していく。相手チーム全員を後ろの池に落としたチーム30人が勝利となり、ESCAPE 3進出。クリアでヘアバンド獲得。
ESCAPE 3 〜PERFECT-3〜（パーフェクトスリー）
通過した30人を3人チームに分けて挑戦。3人が板をはき、ムカデ競争のやり方で進んでいく。途中には回る足場や振り子が設置されている。誰か1人でも落水した時点で3人とも失格。また、90秒経過とともに後方からゾンビ（敵キャラクター）が迫り、追いついた時点で水に叩き落され失格となる。ゴールまでたどり着ければ3人ともESCAPE 4進出。クリアでTシャツを獲得。
ESCAPE 4 〜ALCATRAZ〜（アルカトラズ）
ESCAPE 3をクリアした3人チームで挑戦。水上に浮かぶ格子状の迷路を進んでいく。道中では敵キャラクターのターミネーター3人が行く手を妨害する。落水した時点で失格。ゴールまでたどり着ければESCAPE 5進出。クリアでシューズ獲得。
ESCAPE 5 〜FINAL LANDING〜（ファイナルランディング）
高台からロープを使ってひと振りで足場へ飛び移る。着地できればFINAL ESCAPE進出。クリアで腕時計獲得。
FINAL ESCAPE 〜ULTIMATE BATTLE〜（アルティメットバトル）
番組が甦らせた3人の金剛の中から1人を指名し対決。勝利すれば賞金獲得となる。
パワー対決
雲梯を進んでいき、藤原の妨害を交わしてボタンを押すことができれば勝利。
コントロール対決
同心円状の的にボールを投げその位置を競う。先に投げる江夏と同じか内側であれば勝利。双方外した場合は金剛（江夏）の勝ちとなる。
バランス対決
50mのスポンジブリッジを渡る。先に挑戦する遊佐と同記録か長く進むことができれば勝利。
めんこスタジアム
賞金はかかっていないが、芸能人が本気になってめんこで勝負する企画。
この番組でのめんこは、昔の物より厚くなっており、専用のプロテクターを装着して、柔らかいバトルフィールドで戦わせるものである。なお、プロテクターは初期はスタンダードタイプしか無かったが、途中から4種類が、追加された。その4つは、ギガウィング（アークボンバー）プロテクター、一回り大きく、5種類のプロテクターの中で最も重く攻撃力が高い。サバイバー（デルタウィング）プロテクター、上下が一回り大きく、真ん中が細いという特徴的なX形をしている。裏返されないように、アンチリバースウィングを搭載。シールドフォース（シールドウィナー）フルフラットな接地面のため、風圧を受けにくい、6方向にのびる小ウィングで風をおこす。エアダイバー（エアスライダー）プロテクター、空力を重視したデザインと相手の風を逃がすディフューザーを装備。なお、コナミ（現・コナミデジタルエンタテインメント）から玩具も発売された。
なお、5週連続で勝ち抜くと名人位になれる。『体育王国』では、9枚のめんこを全て裏にする、めんこストラックアウトと9種類のトリッキーな配置のめんこを返す、めんこ戦士として復活。
タイトーロープ

THE FINAL PUSH UP/ザ・ファイナルプッシュアップ
太鼓のリズムに合わせて腕立て伏せを行い、力尽きたら脱落の生き残り方式。足幅50cmの競技台から足がはみ出る、顎付け台に顎を完全に設置していない、フォームに異変があった場合も失格になる。池谷幸雄が招待選手として出場し、480回を記録した。優勝は東京都代表の朝野公平で1200回（経過時間は53分30秒）。2位は増戸聡司で1055回。3位は伊藤忠夫で1043回。今大会の出場者の多くはのちのクイックマッスルやマッスルレコードにも参加している。

クイックマッスル チャンピオンシップ

クイックマッスル 全日本選手権
1996年9月7日 放送 最年少出場は7歳。 結果は決勝で山田勝己と伊藤忠雄が対戦し伊藤が勝利。 山田は準決勝で秋山和彦と対戦しておりお互い298回の記録を出すものの秋山がフォームの不備によるノーカウントが2回あり、その点が審判上の判定が不利であるとし、山田の勝利という裁定になった。尚、同大会で山田に当たる前に叩き出した秋山の307回が今大会の中で最も数字の高い記録となっており、SASUKE第2回では、番組側から呼ばれるのみならず、100番のゼッケンを与えられるきっかけとなった。
マッスルレコード9ミニッツ

#### ドキュメントもの
PPP (Perfect Physical Project)
「肉体改造に関する夢を持つ人」を番組が全面的にバックアップし、その過程を追うという企画。この企画の中で、当時無名だったボクシングの畑山隆則が世界チャンピオンに輝いた。また、このコーナーには当時無名だったカラテカの矢部太郎も出演していた。
テニス塾
合宿形式によるテニス指導コーナーで、プロテニスプレーヤー・松岡修造の熱血指導が有名だった。なお、3回放送されており、1回目には経験者、2回目には未経験者、3回目には経験者・未経験者混在の親子が参加した。
ケイン・コスギ修行シリーズ
当時、スポーツマンNo.1決定戦などで大活躍だったケイン・コスギが世界のあらゆる場所に赴き、修行を重ねる企画。
大森晃ムエタイ修行
当時、SASUKEなどで大活躍だった大森晃が現地でムエタイに挑戦する企画で、実際にプロ相手と戦い、勝利している。後に大森はトーク番組の中で、番組スタッフのほとんどが試合の賭博に、どうせ勝たないだろうと大森の相手選手に賭けられたところ、前述通り大森が勝って彼らを見返したエピソードを語っていた。別の番組でも秘話を語っており、ムエタイに挑戦する際に事前にスタッフから、「決着が付かなくても3ラウンドでやめる」ということを大森は告げられた。それを頭に入れ、いざ試合に臨んだ大森は必死に攻防し、決着が付かずそのまま3ラウンド目も終えて、本人は「これで終わった」と思った。しかし試合は4ラウンド目に入ろうとしていたため、大森は「いやいや、3！ 3！」と言いながら指で「3」の形を作りながら審判に言ったところ、手にはグローブをしていたため指で作った「3」の形は見えず、逆に現地の人達にはグローブを突き出しながら「やるぞ！」という風に見えたため、そのまま試合は続行。4ラウンド目がスタートしてしまった。やけくそになった大森は相手選手を思いっきりパンチし続け、そのまま相手はダウンし、4ラウンドKOで勝利した。
テレビ体操21
前述のケイン・コスギ修行シリーズの延長線上にある企画。ケイン・コスギとパパイヤ鈴木が「新世紀のポピュラーな体操を作る」という企画。
筋肉行脚 スポーツ超人伝
全国のスポーツ超人を紹介するコーナー。ダブルダッチの世界レベルチームやスノーボードの成田三兄弟が登場した。クイックマッスル、三色筋肉対決も行われていて、SASUKEの常連選手が出場していたこともある。

#### 収録中の事故
2002年5月5日(日)19:40から21:30にかけ、横浜市青葉区のTBS緑山スタジオで障害物競技の新企画「力島」（ちからじま）の収録をしている最中、水路を球に乗って渡る「ロックバレー」なる種目で、京都大学の中国人留学生(19)がバランスを崩し、水路に転落。病院に搬送され、頚椎損傷と診断された。収録は続行され、傾斜15°の斜面を転がり落ちてくる前出の球を受け止め、押し上げる「ロックアタック」で、東海大学の日本人学生(20)が球を受け止めきれず転倒、下敷きになった。日本人学生は一時、意識不明となり、救急搬送されたが、搬送時には両足がマヒした状態だった。TBSはこれを受け、5月24日に番組の打ち切りを正式に表明した。TBSは事故後、社内に点検チームを設置し、収録予定の24種目について安全確認作業を実施してきた。このうち3種目が「十分な安全対策が確認できるまで収録を控えることが望ましい」と判断した。
番組収録中の事故を理由に番組を打ち切ったのは、1993年6月にフジテレビ『ウッチャンナンチャンのやるならやらねば!』の1コーナー「やるやらクエストII」の収録中に起きたセットからの転落事故によって死傷者が出て以来である。

## 体育王国
2002年10月12日から2003年9月13日までテレビ山口以外の系列局で放送。『筋肉番付』の内容を引き継ぎつつ、安全対策をより強化させた後継番組である。最終回にはSASUKE2003・秋(第12回大会)とKUNOICHI2003(第3回大会)の事前特集が一挙に放送された。

### 出演者
- 古舘伊知郎
- 村上里佳子
- 賀集利樹
- 平山あや
- ゴリ（ガレッジセール）
- 川田広樹（ガレッジセール）
- 永井大（2002年10月12日 - 2003年1月25日）
- 金子昇（2003年4月12日 - 2003年9月13日）

### 代表的な競技
- モンキーバーズ：100メートル雲梯。のちに常連組となる小林信治ら上位3名が第11回SASUKEに出場した。当時無名であった後の完全制覇者漆原裕治は一時は最高記録を作るも予選落ち。最高記録は、SASUKEオールスターズ竹田敏浩の95.6m。
- ブルータルラボ：番組独自の種目で、有名人やプロスポーツ選手の体力測定を当時の最新の検査機械で実施。
- アーティスティックパフォーマー：超人的な特技を持つパフォーマーをスタジオに招き披露。出演者がそのパフォーマンスを評価し、評価の高さで賞金を獲得できる。SASUKE第6回大会への出場経験がある賀出泰隆は1分間に100回以上の腕立てを実現し、賞金20万円を獲得した。
- 投球巡業：日本各地の市町村を訪問し、野球に自信のある一般人をガレッジセールが探し、1人ずつ1球勝負の的抜きに挑戦。5人連続で成功すれば賞金200万円。
- 陣取り蹴戦：キックターゲットの対戦版。3×3のボードで賀集利樹と対戦し、賀集が1ビンゴを成立させる前に、挑戦者がいくつビンゴを成立させるかに挑戦。ビンゴ数に応じた賞品を獲得できる。
- エースを決めろ!：サービスエースの対戦版。サービスエースと同じボードのレイアウトで金子昇と対戦し、金子が1ビンゴを成立させる前に、挑戦者がいくつビンゴを成立させるかに挑戦。ビンゴ数に応じた賞品を獲得できる。

## 黄金筋肉（ゴールデンマッスル）
2003年10月15日から2004年6月29日まで放送。再度のリニューアルを行い、放送時間も水曜20時台に変更。出演者もタッキー&翼の滝沢秀明や川平慈英など、それまでとは顔ぶれがガラリと変わっている。
番組開始から半年間は、『筋肉番付』時代や『体育王国』時代に行っていた競技を引き続き行っていたが、2004年4月に火曜21時台での放送になってからは、格闘技やタレントの海外修行にスポットを当てた内容で放送されていた。

### 放送時間
- 水曜20:00 - 20:54 （2003年10月15日 - 2004年3月24日）
- 火曜21:00 - 21:54 （2004年4月13日 - 2004年6月29日）

### 出演者
- 滝沢秀明
- 川平慈英
- 水野裕子
- 水川あさみ（2003年10月15日 - 2004年3月24日）[5]

### 代表的な競技
SASUKE TRIAL
2003年10月29日から2004年1月14日に渡って放送。SASUKE第13回の出場権を得るための予選会で、内容は第11回の1stステージと同じエリア構成。一部の選手はトライアル実施中は放送された週に成績が振るわなくても、後日以降の翌週から再挑戦が可能で、上位30名が本戦出場を獲得。また、成績が上位31位以下でも、MC席や放送で反響があった人には推薦枠として出場権を獲得。結果はオールスターズの竹田敏浩がランキング1位になり、女性版では泉美香が1位となった。山田勝己は12位で本戦出場権を得たが、後日、第13回の本戦出場を辞退した。

| 順位 | 名前             | 記録           | 備考                |
| ---- | ---------------- | -------------- | ------------------- |
| 1位  | 竹田敏浩         | 28.82秒        |                     |
| 2位  | 長野誠           | 26.65秒        | 2度目の挑戦時の記録 |
| 3位  | 小林正明         | 25.43秒        |                     |
| 4位  | 池谷直樹         | 21.33秒        |                     |
| 5位  | 白鳥文平         | 20.66秒        |                     |
| 6位  | 佐藤学           | 13.27秒        |                     |
| 7位  | 亀山昌志         | 12.61秒        |                     |
| 8位  | 山田康司         | 12.36秒        |                     |
| 9位  | 清水秀明         | 11.59秒        |                     |
| 10位 | 秋山和彦         | 11.01秒        |                     |
| 11位 | なかやまきんに君 | 10.89秒        |                     |
| 12位 | 山田勝己         | 10.58秒        | 前文記述通り辞退    |
| 13位 | 斉木祥           | 4.28秒         |                     |
| 14位 | 北澤秀世         | 2.59秒         |                     |
| 15位 | 中田大輔         | 0.49秒         | 2度目の挑戦時の記録 |
| 16位 | 海野道明         | ロープクライム |                     |
| 16位 | 栗原利勝         | ロープクライム |                     |
| 16位 | 石野政男         | ロープクライム |                     |
| 16位 | 植木重悟         | ロープクライム |                     |
| 16位 | 宇治政喜         | ロープクライム |                     |
| 16位 | 池澤良四郎       | ロープクライム |                     |
| 16位 | 大浜論           | ロープクライム |                     |
| 16位 | 玉城義之         | ロープクライム |                     |
| 16位 | 海野和幸         | ロープクライム |                     |
| 16位 | 向後和保         | ロープクライム |                     |
| 26位 | 大林靖幸         | ターザンロープ |                     |
| 27位 | 川西隆由樹       | ターザンロープ |                     |
| 28位 | 山口康輔         | ターザンロープ |                     |
| 29位 | 伊藤誠           | ターザンロープ |                     |
| 30位 | 今井学           | ターザンロープ |                     |

マッスルトレイン
おもちゃの列車が円形に設置された線路を走っており、挑戦者は線路が置かれている引き出しから積木を取り出して積み、積んだら崩さないように引き出しを閉めて列車を通過させる。積木はサイズや形が異なっており全部で50個ある。途中で積木を崩したり、列車が線路から脱線した時点で終了。
早撃ちマッスル
3個の風船をピストルで割るタイムを競う。ピストルの弾は6発で、弾切れの場合は記録なしとなる。
パンクラチオン
パワー版SASUKE。

## 終了後の展開
2004年7月に『黄金筋肉』が終了したことにより、筋肉番付シリーズはその歴史に幕を降ろしたが、このシリーズのコンセプトは、シリーズ末期に制作を手がけていたMonster9の制作による以下の番組へ引き継がれた。
- 海筋肉王 〜バイキング〜（2005年4月3日 - 2007年3月25日、フジテレビ）
- マッスルチャンネル（2007年4月12日 - 2007年9月13日、BS-i）
- すくいず!・スポ★カジ（2007年6月13日 - 2007年9月19日、テレビ朝日）
- 頑張る人応援バラエティ 体育の時間（2007年10月23日 - 2008年2月26日、テレビ朝日）

Monster9は2012年に消滅したが、シリーズの流れを汲むスペシャル番組『SASUKE』は、TBSが直接制作に関与する形で2024年現在も継続している。また『SASUKE』の兄弟番組に当たる『KUNOICHI』が2009年10月7日放送回を最後に一旦終了となっていたが、2017年2月12日に約7年4ヶ月ぶりに放送された。

## スタッフ
- ナレーター：松尾貴史（1995年7月 - 1998年頃[いつ?]）、垂木勉（1998年頃[いつ?] - 2002年5月）[注 79]。
- 監修：秋元康（筋肉番付(初期)）→福岡秀広
- 総合構成：福岡秀広→伊藤滋之
- プロデューサー：樋口潮
- 制作：TBSスポーツ→ドリマックス・テレビジョン→Monster9
- 制作：TBS

※ナレーターのテロップ表示は各競技の放送中に行い、エンディングのスタッフロールには表示していなかった。テロップは、「ナレーター」表記の下に担当者の名前を表示するタイプのもの（SASUKE、KUNOICHIも同様）。

## アニメ

### 筋肉番付 金剛くんの大冒険!
2001年7月30日から8月1日の3日間にTBSの「夏休みアニメフェスタ」内で放送。筋肉番付のマスコットキャラクターである「金剛くん」を主役としたスポ根作品として制作された。全3話放送。後にバンダイビジュアルから本作を収録したVHSとDVDが発売されている。

#### スタッフ
- 企画・監修：樋口潮
- プロデューサー：長尾昇、源生哲雄、萩野賢
- 音楽：菊池圭介
- 美術監督：高橋忍
- 脚本：大和屋暁
- アニメーションキャラクターデザイン：岸義之
- アニメーション制作：スタジオぴえろ
- 監督：阿部記之
- 製作：TBS

#### キャスト
- コンゴウ：松本梨香
- ユカ：半場友恵
- サスケ：小林由美子
- ハバト：本田貴子
- タイソウ：加藤精三
- ジョーギ：永澤菜教
- ランドル：子安武人
- ペンシル：寺田はるひ

#### 各話リスト[6]
| 話 | 放送日         | サブタイトル                  |
| -- | -------------- | ----------------------------- |
| 1  | 2001年 7月30日 | 闇からの招待状!               |
| 2  | 7月31日        | 勝利こそすべて!卑怯な手段     |
| 3  | 8月1日         | 最終決着!正しきアスリートとは |

### ゴールドマッスル
2002年10月12日から2003年3月1日まで体育王国内で放送されていたCGスポーツアニメ。およそ5分間のコーナーで、物語を毎回小出しに見せていく方式。声優事務所のマウスプロモーションがこのコーナーに協力していた。初代主題歌は推定少女の「聖母主義」（マドンナプレイ）、初代エンディングテーマは同じく推定少女の「怒られない」 。二代目主題歌はCLickの「will」、二代目エンディングテーマはインストゥルメンタル曲だった。
第4話までは予定通り放送されたが終了告知の無いままコーナーは消滅し、第5話以降は番組内での放送は行われず、後にネット局の一部で第1話から第4話の再放送と共に単独番組として放送を再開。全10話の放送を行ったが、作中の物語やあらすじ自体は完全には完結しないまま番組は終了した。人類へのバイオテクノロジー・人間×アスリート×動物=への果てをテーマにしており、登場するキャラクターの中には、日産のカルロス・ゴーン前会長をモチーフにした科学博士や、陸上競技系選手が中心でスポーツマンNO1で総合優勝し、ZONEでの特集が組まれてオリンピックで活躍した室伏広治を元にしたキャラクターや、動物と人間とのクローン選手など、スポーツマンNO1決定戦やSASUKEでより進化し続けていく人間の姿や、肉体の限界・運動能力や成績・記録等が様々な番組や企画・本アニメ問わずインフレ化していく時代へのアンチテーゼなど深いテーマがあるのも特徴。金剛くんの大冒険とは異なり映像ソフト化や配信は行われていない、ビデオソースが失われ、復旧できなかった。

#### キャスト
- アバンナレーション：楠見尚己
- 実況アナウンサー：初田啓介（TBSアナウンサー）
- 実況アナウンサー：志賀大士（TBSアナウンサー）
- ボーキン博士：大木民夫
- ゴーゴン博士：岩田安生
- ビクター・ベックス：小野大輔
- JJ （ジュリア・ジョーンズ）：浜田ゆき
- ハンマー・ムロウ：清水敏孝
- テレサ・ヤン：氷上恭子
- チーター・ジュニア（チーター・ルイス）：樫井笙人
- エレファント・オオゼキ：岸祐二
- グリズリー・カーン：浜田賢二
- イイズナ：坂東尚樹
- 聖者タイタオ：納谷六朗
- コングー・ジャクソン（コングー・タイソン）：吉野貴宏
- ベアーズ・ヒンギス：倉持良子
- 謎の少年（ゴウ）：青木誠
- ニュースキャスター：藤森祥平（TBSアナウンサー）
- ナレーター：垂木勉

#### スタッフ
- 企画・原案 - 樋口潮
- シリーズ構成 - 山本優
- プロデューサー - 村上匡宏、長尾昇、和田康作
- キャラクターデザイン - 柴田淳
- 美術監督 - 鷲崎博
- アニメーション制作 - ワオワールド
- 製作著作 - TBS
- 制作 - TBSスポーツ

#### 各話リスト[7]
| 話 | 放送日          | サブタイトル                                           |
| -- | --------------- | ------------------------------------------------------ |
| 1  | 2002年 10月12日 | チーター・ルイス （※改題後）チーター・ルイス・ジュニア |
| 2  | 10月19日        | エレファント・オオゼキ                                 |
| 3  | 10月26日        | ベアーズ・ヒンギス                                     |
| 4  | 11月9日         | イイズナ                                               |
| 5  | 2003年 2月22日  | ダンディ・リンクス                                     |
| 6  | 2003年 2月22日  | アキレス・ケンタウロス                                 |
| 7  | 2003年 2月22日  | マリア・リーマー                                       |
| 8  | 2003年 2月22日  | 南極複合四種競技                                       |
| 9  | 3月1日          | ゴウVSハンマー・ムロウ                                 |
| 10 | 3月1日          | 南極複合四種競技ファイナル                             |

## ゲームソフト

### 家庭用ゲーム機向け
筋肉番付vol.1〜俺が最強の男だ！〜
1999年12月16日発売/対応機種：PlayStation
収録競技は、ストラックアウト（ver.1、ver.3、ver.4、タートル）、だるま（初代、だるま7、だるま7エース）、ハスラー、モンスターボックス、ザ・ダッグオブウォー、キックターゲット（ver.1、ver.2）ブレインパニック（ver.1、ver.2）ショットガンタッチの8種目。使える選手は、ケイン・コスギ、池谷直樹、松井秀喜、高橋由伸、中山雅史、井原正巳、古田敦也、飯田哲也、高田延彦の9人。また条件を満たすと、隠し選手として、大森晃、藤原喜明、松坂大輔、そして番組の象徴である金剛くんの4人。そして収録競技をアレンジしたEX競技が登場する。さらに、オリジナルの選手も作成することができる。
筋肉番付vol.2〜新たなる限界への挑戦！〜
2000年3月23日発売/対応機種：PlayStation
収録競技は、スプレーヒッター、ビーチフラッグス、パンチアウト（ver.1、ver.2、ver.3）、ゲームメーカー、ナインフープス（ver.1、ver.2、ハイド）、デッドマンズドロップ、ロングシュート、バック転50m走、ザ・ガロンスローの9競技。使える選手は、ケイン、池谷、中山、松井、古田、大森、松坂、秋山幸二、ラモス瑠偉、工藤公康の10人。隠し選手は、武豊、舞の海、金剛くん、そして「うしおくん」という名で樋口潮番組プロデューサーも登場する。またEX競技の他に、カードコレクションを解禁させるマッスルギャラリーが隠し要素に追加された。前作同様、オリジナル選手の作成も可能。
筋肉番付〜ROAD TO SASUKE〜
2000年4月27日発売/対応機種：PlayStation
3年の間に仕事をしながら肉体を鍛え上げ、SASUKE（第4回大会がベース）の完全制覇を目指す育成ゲームとなっている。3年間の最終的な結果次第でエンディングが変わる。「Vol.1」「Vol.2」のデータがあるとNEWGAMEのキャラクターエディットで金剛くんを選択できるようになり、金剛くんでは育成は存在せずパラメーターは全てマックスですぐにSASUKEをプレイすることとなる。
筋肉番付vol.3〜最強のチャレンジャー誕生！〜
2000年12月21日発売/対応機種：PlayStation
「スポーツマンNo.1決定戦」モードと「筋肉番付」モードに分割、競技やマッスルギャラリー等の解禁は獲得した賞金を消費して行う、PocketStationを用いた育成ゲームで本編に参加させる金剛くんを作成する、ナレーションに「スポーツマン〜」の小林清志が参加している等、シリーズ唯一の要素が多い。「スポーツマン〜」では、ビーチフラッグス、モンスターボックス、クイックマッスル、デッドマンズドロップ、サーティー、ザ・ガロンスロー、ショットガンタッチの全7競技を収録。「筋肉番付」では、UFO、スーパーダイブ97、スーパーヘリコ、ハンドウォーク、ストラックアウト（クロス、ビンゴver.1）、スプレーヒッタービンゴの7競技に加え、番組で正式競技として採用されなかった幻の競技キャノンボール、UFO EX、スーパーヘリコ EXの全10競技を収録（しかも初期状態では1競技もプレイ可能になっておらず、賞金を用いて解禁していく）。使える選手は、ケイン、池谷、中山、古田、飯田、松井、藤原、大森、松井稼頭央、河口正史、照英、寺門ジモンの12人。隠し選手として、ヒクソン・グレイシー、フランシスコ・フィリォ、金剛くんに加え、ニセケインというケインに似た架空のキャラクターも登場する。
筋肉番付 マッスルウォーズ21
2001年8月9日発売/対応機種：PlayStation 2
収録競技は、ストラックアウト、キックターゲット、サービスエース、モンスターボックス、スーパーライダー、ワークアウトガイズ、第6回SASUKE。ストラックアウトとキックターゲットは、放送当時までに登場した歴代のバージョンをほとんど網羅している。使える選手は、ケイン、池谷、松井（稼）、フィリオ、大森、照英、寺門、工藤順一郎の8人。隠し要素として、ヒクソン、中村俊輔、平瀬智行、清原和博、松岡修造、畑山隆則、ニセケイン、金剛くんの8人が隠し選手として登場するほか、EX競技に加え、マッスルギャラリーは実際の番組のダイジェスト動画を視聴できる「マッスルシアター」に進化。また、番組の企画で生まれた「テレビ体操21」も収録されている。
マッスルちゃんぴよん 〜筋肉島の決戦〜
2002年11月21日発売/対応機種：ニンテンドー ゲームキューブ
パーティーゲーム色が強く、過去に番組で登場した競技を派手にデフォルメした21種類の競技が収録されている。山田勝己をモデルにした「やまださん」というキャラが登場。さらに、これまでゲーム内の実況のみの登場であった古舘伊知郎が「ふるたちくん」として初めてプレイヤーキャラで登場。筋肉番付が打ち切られた後に発売されたため、「筋肉番付」という単語がタイトルに入っていない。

### 携帯型ゲーム機向け
筋肉番付GB〜挑戦者はキミだ！〜
1999年11月25日発売/対応機種：ゲームボーイ
収録競技は、ストラックアウト（ver.3、ver.4、タートル）、キックターゲット（ver.1、ver.2）、モンスターボックス、ブレインパニック（ver.1、ver.2）と第3回SASUKE。SASUKEでは、ケイン・コスギまたはおさるを選択して競技に挑み、その結果に応じて能力値を強化、これを繰り返して選手を育て上げ、完全制覇を目指す。隠し選手は「エキストラA」「エキストラB」「エキストラC」というオリジナルの架空のキャラに加え「金剛くん」「ブラック金剛くん」（共にコミカルパターンの姿）。これは2作目、3作目も同様である。BGM作曲：伊藤泰久
筋肉番付GB2〜目指せ！マッスルチャンピオン〜
2000年8月10日発売/対応機種：ゲームボーイ
収録競技はSASUKEジュニア、ワークアウトガイズ、ゲームメーカー、ストラックアウト（ver.3、ver.4、クロス）、三色筋肉、スーパーダイブ97（ver.1、EX）を収録。また隠しキャラ「コウくん」「ナミちゃん」と二人追加された。さらに本作より通信対戦が可能になった。コナミ最後の旧ゲームボーイ対応GBソフトである。BGM作曲：増子司
筋肉番付GB3〜新世紀サバイバル列伝！〜
2001年2月22日発売/対応機種：ゲームボーイ
収録競技は、第6回SASUKE、ストラックアウトビンゴ、サービスエース、パワーフォース、スーパーショット、スプレーヒッターを収録。また隠しキャラが大幅に変更された。さらにSASUKEのステージをクリアした時、Aボタンを押すと、その時のキャラがちょっとしたアピールをするようになっている。なお1stのみクリアタイムを更新すると、鳥が飛ぶようになっている。また各キャラのパラメータの中に経験が追加されており、これを最後までためると、能力値を最初の最大限よりもさらにパワーアップできるが、SASUKEでスタミナが振り切りやすくなるのが欠点。山田勝己、秋山和彦、山本進悟をモデルにした「ミスター・ボンベ」「アスリートスター」「マッスルシーマン」が隠し選手として登場。3人のプロフィールは本人とは異なる。他の隠し選手は「ミス・セイバー」、「サスガチュースケ」というオリジナルの架空のキャラクターに加え「金剛くん」「ブラック金剛くん」「ニセケイン」が登場。BGM作曲：石井吉幸
筋肉番付 金剛くんの大冒険！
2001年7月26日発売/対応機種：ゲームボーイアドバンス
収録競技は、ストラックアウト、キックターゲット、モンスターボックス、ショットガンタッチ、ビーチフラッグス、スパイダークライム&10m綱登り。金剛くんを主役にした初のアドベンチャー作品となっており、筋番玉の力を借りながら、砂浜での対決や100段の跳び箱といった難関をクリアしていく。発売前後の販促の一環として、TBSのみ（関東ローカル）で金剛くんを主人公としたスペシャルアニメも放映された。
筋肉番付〜決めろ！奇跡の完全制覇〜
2001年12月6日発売/対応機種：ゲームボーイアドバンス
スポンジブリッジと三色筋肉で選手を育成しながら、SASUKE（第7回大会がベース）の完全制覇を目指す。山田勝己、山本進悟（隠し選手）が初めて実名で登場し、パッケージにも出ている。隠し選手として妃羽里、立川福裕、金剛くんが登場。

## 上記以外のゲーム
筋肉番付携帯ゲーム
1999年発売/コナミ/携帯型ゲーム（電子ゲーム）
LR44ボタン型電池3個を使用する黒い八角形の形状の携帯液晶ゲーム。液晶下部の3つのボタンで操作する。収録競技はストラックアウト、キックターゲット2、ブレインパニック、だるま7、スポンジブリッジの5種目。すべてクリアすると6種目目「SASUKE」（パイプスライダー、ウォールリフティング、フリークライミング、ファイナルステージ《綱登り》）が出現しプレイできる。時計、ストップウォッチ機能も搭載。
SASUKE&筋肉バトルスポーツマンNo.1決定戦
2006年7月22日発売/エポック社/体感ゲーム
収録競技は、SASUKE（第11回頃のアレンジバージョン）、モンスターボックス、ショットガンタッチ、バーナウトガイズ、ザ・ガロンスロー、クイックマッスル。体力年齢測定も収録されている。CMには山田勝己が出演した。
極！筋肉スタジアム！サスケ完全制覇
2008年7月19日発売/体感ゲーム
収録競技は、SASUKE（第19回バージョン）、スポーツマンNo.1決定戦、KUNOICHI。体力測定モードも収録されている。